# Tariku Bekele
Tariku Bekele (* 28. února 1987) je etiopský atlet, běžec, který se věnuje středním a dlouhým tratím. Jeho starším bratrem je Kenenisa Bekele.
První úspěch zaznamenal v roce 2003 na mistrovství světa do 17 let v Sherbrooke, kde získal stříbrnou medaili v běhu na 3000 metrů. O rok později doběhl třetí na trati 5000 metrů na juniorském mistrovství světa v Grossetu. V roce 2006 již vybojoval na též trati na mistrovství světa juniorů v Pekingu zlatou medaili.
Na světovém šampionátu v Ósace 2007 doběhl jako pátý v čase 13:47,33. Titul halového mistra světa získal na šampionátu ve Valencii 2008 na trati 3000 metrů. Zúčastnil se letních olympijských her v Pekingu, kde se ve finále běhu na 5000 metrů umístil na šestém místě v čase 13:19,06. Jeho bratr Kenenisa zde vybojoval olympijské zlato.